# Кахтана (река)
Кахтана — река на полуострове Камчатка в России.
Длина реки — 125 км. Площадь водосборного бассейна — 2290 км². Начинается при слиянии Черпоквэема и Кавьяваяма на высоте 431,8 метра над уровнем моря. Впадает в Охотское море. Протекает по территории Тигильского района Камчатского края.
Корякское название реки — Кавьямаям, что означает «обходная река».

## Притоки
Объекты перечислены по порядку от устья к истоку.
- 2,6 км: река Эввнвэем
- 3,3 км: река Тыловэем
- 20 км: Эльвывэем
- 27 км: Эльвывэем
- 28 км: Гавыченвэем
- 37 км: Уйвэем, Этреваям
- 50 км: Какачвэем
- 80 км: Пахиткуваям
- 94 км: Твейвэем
- 101 км: Иннилхвэем
- 104 км: Черпоквэем

## Данные водного реестра
По данным государственного водного реестра России относится к Анадыро-Колымскому бассейновому округу.
По данным геоинформационной системы водохозяйственного районирования территории РФ, подготовленной Федеральным агентством водных ресурсов:
- Код водного объекта в государственном водном реестре — 19080000112120000036938.